# Athiel Mbaha
Athiel Mbaha (5 de dezembro de 1976) é um ex-futebolista namibiano que atua como goleiro.
Mbaha é surdo desde os sete anos, sendo um dos poucos futebolistas surdos que conseguiram se profissionalizar. Ele geralmente se comunicava com seus companheiros de equipe gritando com eles, enquanto o goleiro da Namíbia, Ephraim Tjihonge, frequentemente o ajudava a se comunicar.

## Carreira
Athiel Mbaha representou o elenco da Seleção Namibiana de Futebol no Campeonato Africano das Nações de 2008.